# Sebastian Cabot (felfedező)
Sebastian Cabot, eredeti olasz nevén Sebastiano Caboto (Velence?, 1476 körül – London, 1557) Itáliában született, de angol, illetve spanyol zászló alatt hajózó felfedező, John Cabot (Giovanni Caboto) fia, korának egyik jelentős kozmográfusa. Őt tekintik az angol nyílt tengeri hajózás megalapítójának.

## Élete
Apja nyomdokain haladva fő céljának az északnyugati átjáró felderítését tekintette. Részt vett apja második expedíciójában, és apja halála után ő vette át annak vezetését. Új-Fundlandról visszafelé végighajózott az észak-amerikai partok mentén egészen a mai Észak-Karolina államig.
Első önálló útjára 1508-ban vagy 1509-ben indult két hajójával Bristolból. Elérte a Hudson-öböl bejáratát, és onnan valószínűleg délnek hajózott a part mentén. Visszatérve spanyol szolgálatba szegődött, mivel VIII. Henrik nem támogatta a felfedezéseket. 1512–1516 között V. Ferdinánd kasztíliai király térképészeként dolgozott.
1516-ban VIII. Henrik visszahívta, és megbízta az északnyugati átjáró felkutatásával. Cabot 1517-ben elérte a Hudson-szorost, és végighajózta a Hudson-öböltől keletre a partvidéket, majd még az évben ismét spanyol szolgálatba állt. V. Károly spanyol király megbízásából Dél-Amerika keleti partvidékét térképezte. Elsőként térképezte föl a La Plata tölcsértorkolatot, aminek ő adta a Rio de La Plata (Ezüst-folyó) nevet, mivel a környéken élő indiánoknál sok ezüstöt látott. A Paraguay folyón felhajózott egészen a mai Asunciónig. Harcba keveredett a környéken élő indiánokkal, majd az ellenfél erejéről meggyőződve inkább békésen megállapodott velük. A folyó mellett erődöt épített, és azt helyőrséggel látta el, de az erődöt 1535-ben kereső Pedro Mendoza már hűlt helyét sem találta, mert az indiánok a spanyol katonákat megölték, az építményt pedig lerombolták.
1530-ban visszatért Angliába, ahol a flotta felügyelőjeként dolgozott.
Sevillában, 1544-ben adta ki Planiglobium néven közismertté vált, híres világtérképét, ami azonban lényegében nem önálló mű volt, hanem N. Desliens művének másolata.
Az 1550-es években a Kalandozók Társasága megbízásából (angol színekben) az északkeleti átjáró felkutatására vezetett több expedíciót. Az akkori (téves) térképek alapján úgy vélték, hogy ha a Jeges-tengerből sikerül bejutniok az Ob torkolatába, akkor dél felé áthajózva egész Szibérián elérhetik az Irtis mellékfolyóit, és azokon haladva Kína nyugati határvidékét. 
- 1553-ban három kis hajóval indult útnak, de a hajórajt a vihar már a norvég partokon szétszórta, és a három hajóból csak egy tért vissza (Cabottal). A másik kettő a Varsina folyó torkolatában befagyott, egész legénységük elpusztult az északi télben. Évek múlva megtalált hajónaplójukból kiderült, hogy parancsnokuk látta Novaja Zemlja szigeteit, amiket az idő tájt az oroszok már ismertek.[3]